# Турманжанов, Утебай Турманжанович
Утебай Турманжанович Турманжанов (15 декабря 1905, селение Бугун, Южно-Казахстанской области (ныне Ордабасынский район Южно-Казахстанской области, Казахстан — 1978) — казахский советский поэт, прозаик, литературовед, фольклорист, один из основателей и классик казахской детской литературы.

## Биография
Сын бедного казаха — кочевника. Воспитывался в детском доме. Затем поступил в Коммунистический университет трудящихся Востока им. И. В. Сталина в Москве, который окончил в 1925 году. Руководил литературным кружком в университете. К этому же году относятся его первые литературные опыты.
Получив высшее партийно-политическое образование, Утебай Турманжанов вернулся в Казахстан и стал работать в Алма-Ате заместителем ответственного редактора одного из печатных изданий Казахстана.
В конце 1930 годов подвергся репрессиям. В марте 1938 г. был арестован НКВД КазССР по обвинению в принадлежности к национал — фашистской организации. В октябре 1940 Особым совещанием при НКВД СССР был осужден на 8 лет заключения по ст. 58-2, 58-7, 58-8, 58-11 УК РСФСР. Срок отбывал в лагерях ГУЛАГа.
В 1956 г. прокуратурой КазССР У. Турманжанов был реабилитирован.

## Творчество
На первоначальном этапе основною в творчестве Турманжанова была тема социалистического строительства в Казахстане, сцены героизма народа в гражданской войне, восхваление вождей революции.
Является автором сборника рассказов «Кошан-бедняк» (Қ ошан кедей, 1927), сборников стихов «Быстрыми шагами» (Тез адыммен, 1929) и «Тайны зари» (Таң сыры, 1929). В 1929 г. был составителем и одним из авторов сборника стихов казахских поэтов, посвященных В. И. Ленину, — «Песни зари» (Таң өлеңдері).
После реабилитации посвятил себя детской литературе, писал стихи и сказки для детей.
Произведения Утебая Турманжанова:
- «Черное золото»
- «Белое золото»
- «Пулемет»
- «Байкыз» (1935)
- «Избранные стихи» (1936)
- поэма «Сталин» (была премирована на всеказахстанском литературном конкурсе)
- поэмы для детей
  - «Ласточка»
  - «Стальная птица»
  - «Поэма о двух братьях»
  - «Белый верблюжонок»
  - «Птица счастья: казахские народные сказки для детей»
  - «Веретено»
  - «Медовый город» (1962)
  - «Куралай» (1978)
- «Избранные стихи и поэмы» («Таң дамалы ө лең дер мен поэмалар», 1958)
- «Моя книга» («Менің кітабым», 1962)
- «Избранное» («Таң дамалы шығ армалар», 1965).

Утебай Турманжанов занимался также исследованием произведений казахского фольклора, собирал произведения устного народного творчества. Подготовил к изданию однотомник «Пословицы и поговорки казахского народа» (1980), включающий 4000 казахских народных поговорок и пословиц.
Известный переводчик на казахский язык классиков русской литературы А. Пушкина и М. Лермонтова.

## Награды
- Орден Трудового Красного Знамени (1974)
- Медаль «За трудовое отличие» (3 января 1959) — за выдающиеся заслуги в развитии казахского искусства и литературы и в связи с декадой казахского искусства и литературы в гор. Москве
- Медали